# Microctenochira difficilis
Microctenochira difficilis  (лат.) — вид жуков щитоносок (Cassidini) из семейства листоедов.
Эндемики Южной Америки: Бразилия (Bahia, Rio de Janeiro, Sao Paulo), Перу (Canchamajo), Эквадор (Napo).
Форма тела уплощённая. Растительноядный вид, питается растениями семейства вьюнковые (Convolvulaceae: Ipomoea sp.).